# Grundfos
Grundfos es un fabricante de bombas hidráulicas danés con sede principal en Bjerringbro y que cuenta con más de 19000 empleados en todo el mundo.
La producción anual de más de 16 millones de unidades de bombeo, bombas de circulación, bombas sumergibles y bombas centrífugas. Grundfos también produce motores eléctricos para las bombas, así como motores eléctricos para su comercialización por separado. Grundfos desarrolla y vende electrónica para controles de bombas y otros sistemas.